# Chitwan-Nationalpark
Der Chitwan-Nationalpark (Nepali चितवन राष्ट्रिय निकुञ्ज Citvana rāṣṭriya nikuñja) ist ein Nationalpark in Nepal, der 1973 als erster Nationalpark des Landes unter dem Namen Royal Chitwan National Park gegründet wurde.
Er nimmt eine Fläche von 932 km² ein und liegt im Terai, den südlichen Vorbergen des Himalaya. Die südliche Grenze des Nationalparks ist zugleich die Landesgrenze zu Indien. Im Osten schließt sich das Parsa-Wildreservat an. Im Norden bildet der Fluss Rapti und im Westen der Fluss Narayani eine natürliche Begrenzung zu besiedelten Gebieten. Zusammen mit dem Parsa Wildlife Reserve und dem in Indien gelegenen Valmiki-Nationalpark bildet das Gebiet die über 2000 km² große Tiger Conservation Unit (TCU) Chitwan.

## Geschichte
Schon seit Mitte des 19. Jahrhunderts war Chitwan – das Herz des Dschungels – bei der herrschenden Bevölkerungsschicht Nepals ein beliebtes Jagdrevier während der Wintersaison. Von Kathmandu aus war der Süden Nepals bis in die 1950er Jahre hinein nur sehr beschwerlich zu Fuß erreichbar, sodass die feudalen Großwildjäger für sich und ihr Gefolge komfortable Camps einrichten ließen, in denen sie über mehrere Monate hinweg wohnten. Hunderte von Tigern, Rhinozerossen, Leoparden und Lippenbären fielen ihnen zum Opfer.
Im Jahre 1950 dehnten sich Wald und Grasland in Chitwan noch über 2600 km² aus und beheimatete 800 Nashörner. Bis Ende der 1960er Jahre wurde 70 % dieser Fläche unter Einsatz von DDT gerodet, und ein massiver Zustrom von Menschen setzte ein, die die Region mehr und mehr landwirtschaftlich nutzten. Im Jahre 1957 trat das erste Naturschutzgesetz in Kraft, das Nashörner und deren Habitat unter Schutz stellte, doch 1968 gab es nur noch 95 Nashörner in Chitwan. Das Ausmaß der Wilderei veranlasste die Regierung, die Gaida Gasti zu gründen – Rhino-Spähtrupps, die aus 130 bewaffneten Männern und einem Netzwerk von Wachposten in ganz Chitwan bestanden. Mit der Gründung des Chitwan Nationalparks im Jahre 1973 sollte die kleine verbleibende Population der Nashörner vor der Ausrottung geschützt werden. Zu Beginn nahm das geschützte Gebiet eine Fläche von 544 km² ein, die 1977 auf 932 km² erweitert wurde.
Der Chitwan-Nationalpark wurde im Jahre 1984 zum UNESCO-Welterbe erklärt und 1997 um eine Pufferzone von 766,1 km² erweitert, die besiedelte Gebiete nördlich und westlich des Flusssystems von Narayani-Rapti einschließt und sich im Südwesten des Parks bis zur indischen Landesgrenze erstreckt.

## Klima
Das Gebiet liegt in der östlichen Klimazone des Himalaya, wo der Monsunregen schon Mitte Juni beginnt und erst im späten September nachlässt. In diesen Monaten fällt der größte Teil des jährlichen Niederschlags von bis zu 2500 mm. Ab Mitte Oktober regnet es nicht mehr bis gegen Ende Dezember. Bis dahin lässt die Luftfeuchtigkeit zunehmend nach, das Thermometer zeigt täglich eine klein wenig geringere Höchsttemperatur an: gemächlich von ca. 36 °C auf ca. 18 °C, und die nächtlichen pendeln sich bei einem Tiefpunkt von 5 °C für ein Weilchen ein. Nach den wenigen regnerischen Tagen im Wintermonsun wird es langsam wieder wärmer. Bis Ende April klettern die Temperaturen bis auf über 40 °C. Dann erreichen die ersten Vorboten des Monsuns mit Donner, Blitzen, heftigen Stürmen und kurzen kräftigen Regenschauern das Gebiet, die Luftfeuchtigkeit nimmt rapide zu. Ab Mitte Juni regnet es nahezu permanent. Eine regnerische Nacht nach der anderen hat in dieser Jahreszeit das Flusssystem von Rapti und Narayani schon dazu gebracht, seine Richtung zu ändern, Konflikte um den Verlauf der Grenze auszulösen, das geschützte Gebiet im Süden und das landwirtschaftlich genutzte im Norden und Westen großflächig zu überschwemmen. Hunderte Tiere sind ertrunken und Tausende Menschen haben ihre Felder verloren.

## Vegetation
Der für das Innere Terai typische Waldbestand aus überwiegend Salbaum (Shorea robusta) nimmt etwa 70 % der gesamten Fläche des Nationalparks ein. Besonders hoch ist der Anteil an Sal in den niedrigen gut drainierten Lagen im Zentrum des Nationalparks. An den südlichen Hängen der Churia Berge besteht der Wald aus Sal vermischt mit Kiefern (Pinus roxburghii). An den nördlich ausgerichteten Hängen wachsen neben Sal vermehrt auch Sträucher wie Dalbergien (Dalbergia latifolia, Dillenia indica), Flügelsamengewächse (Terminalia belerica, Anogeissus latifolius), Balsambaumgewächse (Garuga pinnata), Schlingpflanzen und kriechende Pflanzen (Bauhinia vahlii, Spatholobus parviflorus).
Entlang der Flüsse tragen Buschfeuer, Überschwemmungen und Erosionen dazu bei, das bunte Mosaik aus Grasland und Auwald ständigen Veränderungen zu unterwerfen. Auf neuem Schwemmlandboden und im Tiefland dominieren Gruppen von Gerber-Akazien (Acacia catechu) mit Sissoo (Dalbergia sissoo). Mit zunehmender Verlandung wachsen der Indische Seidenwollbaum (Bombax ceiba) mit dem „Apfelbaum der Nashörner“ (Trewia nudiflora), dessen Früchte ihnen so gut schmecken.
Niedriges dichtes Gebüsch aus Schönfrüchten (Callicarpa macrophylla), „Rajbeli“ genannten Lossträuchern (Clerodendrum viscosum) und Indischen Stachelbeeren (Phyllanthus emblica), bietet einer reichen Vielfalt von Arten Unterschlupf und Versteck.
Grasland bedeckt 20 % der Fläche des Nationalparks. Hier wachsen mehr als 50 verschiedene Grasarten, darunter einige der weltweit höchsten Gräser wie das als Elefantengras bezeichnete Ravennagras (Saccharum ravennae), Pfahlrohr (Arundo donax), Schilfrohr (Phragmites karka) und mehrere Arten von Süßgräsern. Saccharum spontaneum gehört zu den ersten Grasarten, die neu entstandene Sandbänke besiedeln und mit den alljährlichen Monsunfluten wieder weggeschwemmt werden.

## Fauna
Die breite Palette von Vegetationstypen im Chitwan-Nationalpark ist Lebensraum für mehr als 700 Tierarten und eine noch nicht erhobene Anzahl von Insektenarten. Neben Königskobra und Heller Tigerpython leben hier 17 weitere Arten Schlangen, Gelbkopfschildkröten und Bengalische Warane.
Im Flusssystem Narayani-Rapti, deren kleinen Nebenflüssen und unzähligen stillstehenden Altwasserarmen leben 113 Fischarten und Sumpfkrokodile. Deren Population ist von etwa 200 Individuen im Jahre 1978 auf 70 im Jahre 1988 geschrumpft.
Zu Beginn der 1950er Jahre lebten noch 235 Ghariale im Narayani. Die Population ist jedoch infolge von Überfischung, Wasserverschmutzung und Wilderei katastrophal klein geworden: im Jahr 2003 sind nur noch 38 wilde Ghariale gezählt worden. In der Aufzuchtstation des Gharial Conservation Project werden seit 1978 Eier ausgebrütet und Tiere bis zu einem Alter von 6 bis 9 Jahren aufgezogen. Seit 1981 werden alljährlich Jungtiere in das Narayani-Rapti Flusssystem ausgewildert, von denen jedoch die wenigsten überleben.

### Säugetiere
Der „König des Dschungels“ ist der Bengalische Tiger. Seit der Gründung des Nationalparks ist die kleine Population von geschätzten 25 auf 70–110 Individuen bis 1980 angewachsen. Infolge von Wilderei und Überschwemmungen war die Population in manchen Jahren rückläufig, hat sich aber laut einer langjährig durchgeführten Studie von 1995 bis 2002 bei 82 adulten Tigern und einer Dichte von 6 weiblichen Tieren pro 100 km² stabilisiert. Mit Tigern konkurrieren Leoparden um Beute.
Zu den mehr als 40 heimischen Arten zählen außerdem Fischkatzen, Rohrkatzen, Marmorkatzen, Bengalkatzen, Schakale, Rothunde, Lippenbären, Bengalfüchse, Binturongs, Fleckenlinsange, Fleckenmusang, Große und Kleine Indische Zibetkatzen, Honigdachse, mehrere Arten von Mangusten und Charsas. Indische Fischotter siedeln in den unzähligen kleinen Bächen und Flüsschen. Streifenhyänen sind selten und halten sich vornehmlich in den südlich gelegenen Churia-Bergen auf.
Der Park ist bekannt für die Population des Panzernashorns, die bis zur Jahrtausendwende auf 544 Tiere und bis zum Frühjahr 2015 auf 645 Nashörner angewachsen war. Seit 1986 werden alljährlich Tiere von Chitwan in den Bardia-Nationalpark und in das Suklaphanta-Wildreservat übersiedelt. Die Population war aber immer wieder durch Wilderei stark gefährdet: allein im Jahre 2002 haben Wilderer 37 Tiere grausam getötet, um das kostbare Horn absägen und verkaufen zu können. Die letzte Zählung im Jahr 2011 ergab insgesamt 503 Nashörner im Park, im selben Zeitraum starben zwei Tiere durch Wilderer. Bei der Zählung im Frühjahr 2015 wurden 645 Tiere in Nepal gefunden, davon 605 im Chitwan-Nationalpark, während gleichzeitig in den letzten drei Jahren kein Tier durch Wilderer ums Leben kam.
Aus dem Valmiki-Nationalpark kommen ab und zu wilde Elefantenbullen in die Täler des Parks, offenbar auf der Suche nach verführungswilligen Kühen.
Gaure verbringen den größten Teil des Jahres in den wenig zugänglichen Churia-Bergen im Süden des Nationalparks, kommen aber im Frühjahr zum Weiden ins Grasland, wenn nach den Buschfeuern wieder saftiges Gras aufwächst. Die Population ist von 1997 bis 2007 von etwa 200 auf rund 300 Tiere angewachsen. Im Frühjahr 2008 wurden im benachbarten Parsa-Wildreservat 37 dieser mächtigen Wildrinder gezählt.
Neben zahlreichen Wildschweinen sind Sambarhirsche, Axishirsche, Schweinshirsche und Indische Muntjaks heimisch. Vierhörnige Antilopen halten sich vornehmlich in den Bergen auf.
Außerdem gibt es Rhesusaffen, Indische Languren, Schuppentiere, Weißschwanz-Stachelschweine (Hystrix indica), Schwarznackenhasen, Borstenkaninchen und mehrere Arten von Gleithörnchen.
Gangesdelfine wurden seit 1990 nicht mehr gesichtet, seit an der indischen Grenze ein Damm gebaut wurde.

### Vögel
Alljährlich erheben passionierte Vogelschützer landesweit vorkommende Vogelarten. Im Jahr 2006 sind im Chitwan-Nationalpark 543 Arten gezählt worden, mehr als in anderen geschützten Gebieten Nepals und etwa zwei Drittel der bedrohten Arten, die im ganzen Land vorkommen. Insbesondere Chitwans Grasland ist bevorzugtes Habitat für die seltenen Barttrappen, Grauhauben-Prinien (Prinia cinereocapilla), Schlankschnabeldrosslinge und Sunda-Marabus. Der bedrohte Gangesadler (Aquila hastata) brütet im Nationalpark.
Neben den ständig anwesenden kommen etwa 160 Arten wie die Rostgänse zum Überwintern aus nördlichen Breiten. Streifengänse dagegen machen nur ein paar Tage Rast. Sobald die Überwinterer im Frühjahr wieder fortgezogen sind, treffen andere Arten aus südlichen Breiten ein, um in Chitwan den Sommer über zu brüten wie die Paradies-Schnäpper und Bengalische Pittas.

## Menschen
Ursprünglich lebten lediglich indigene Tharu in Chitwan. Seit den 1950er Jahren zogen zahlreiche Siedler aus den Hügeln auf der Suche nach landwirtschaftlich nutzbarem Land in die Tiefebene. Im Gebiet des Nationalparks lebten 1980 etwa 260.000 Menschen in 320 Siedlungen. In der Nähe befindet sich auch die Friendship Clinic Nepal.
Auf dem Parkgelände befinden sich zwei hinduistische Stätten von großer religiöser Bedeutung für die Region, aber auch für indische Besucher.

## Tourismus
Der Chitwan-Nationalpark ist eine der größten touristischen Attraktionen Nepals. Wurden 1989 noch 31.446 Besucher gezählt, waren es 10 Jahre später schon 77.266.
Innerhalb des Nationalparks gibt es mehrere Resorts, die neben Übernachtungen und Verpflegung Safaris mit Elefanten und Jeeps, Raftingtouren und geführte Vogelbeobachtungen anbieten. Das älteste Resort ist das Tiger Tops Jungle Lodge, das schon seit 1972 Gäste empfängt und den Weg für ökotouristische Konzepte bereitet hat: Tiger Tops unterstützt seit Mitte der 1980er das langjährige Tiger Monitoring Project und die Arbeit der Anti-Wilderei-Einheiten im Nationalpark.
Am Rande des Nationalparks ist Sauraha der bekannteste Ort für Touristen, von wo aus Tagestouren in das geschützte Gebiet möglich sind.
Hier findet auch seit 2004 das Internationale Elefantenfestival statt, bei dem es unter anderem ein Elefantenrennen, Elefantenfußball und eine Schönheitskonkurrenz gibt.

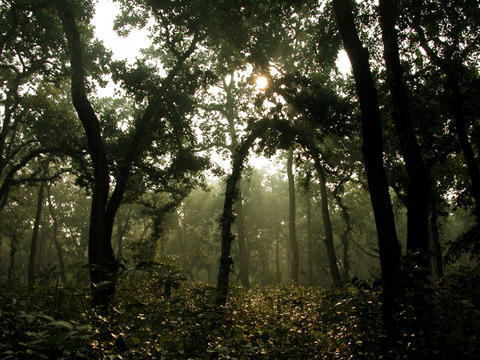
Im Salwald
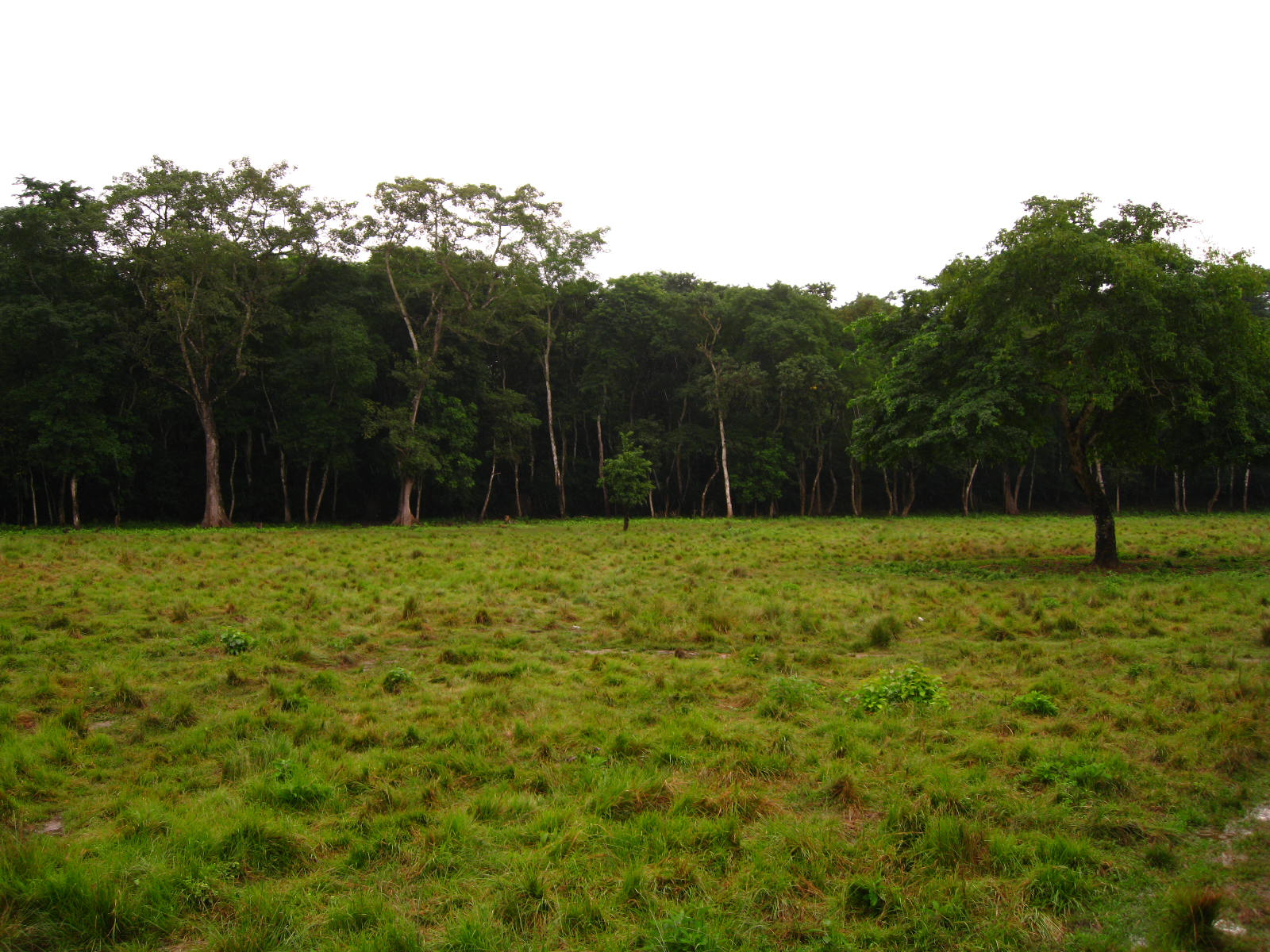
Offene Grasfläche
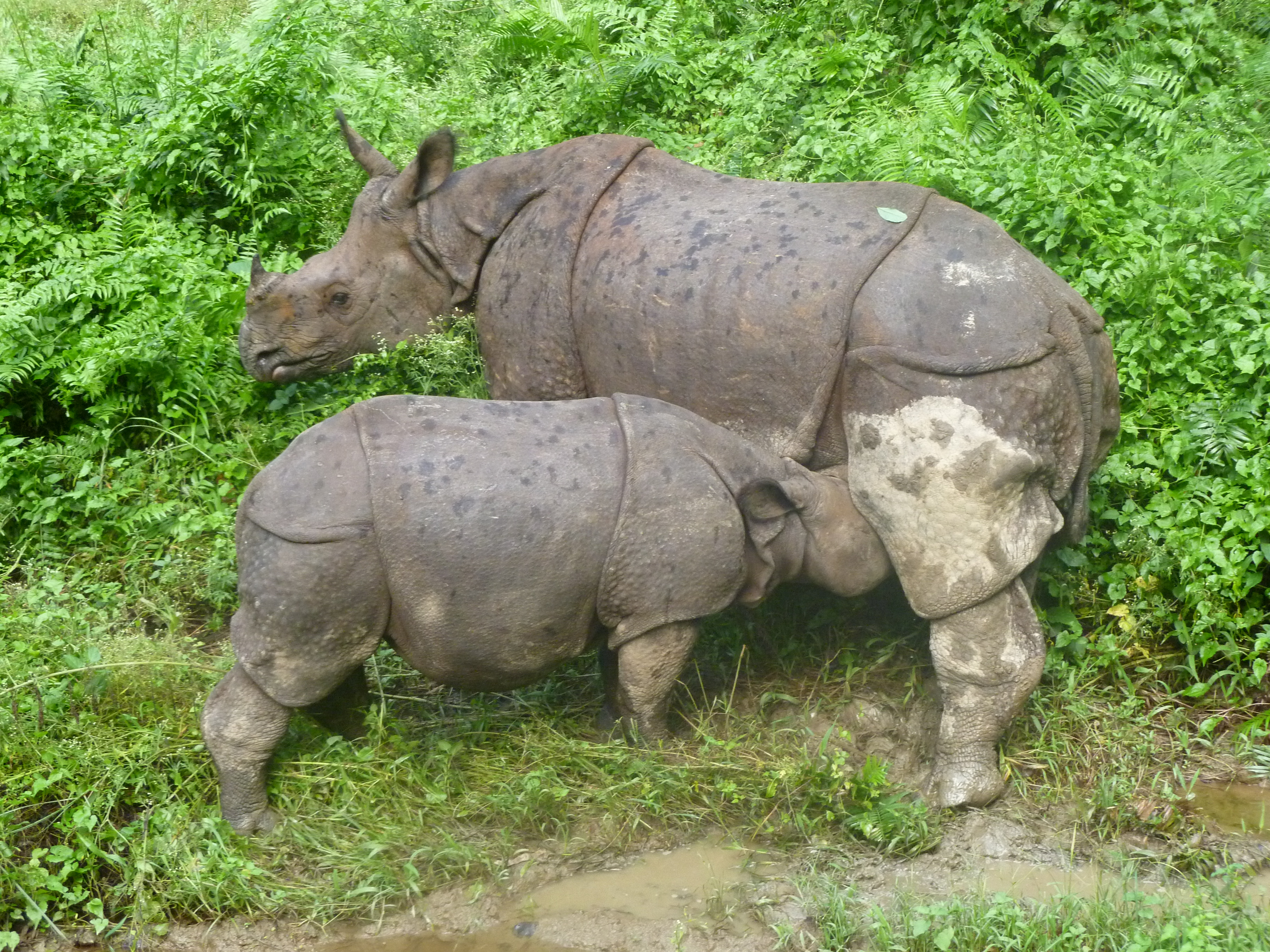
Panzernashorn mit Kalb
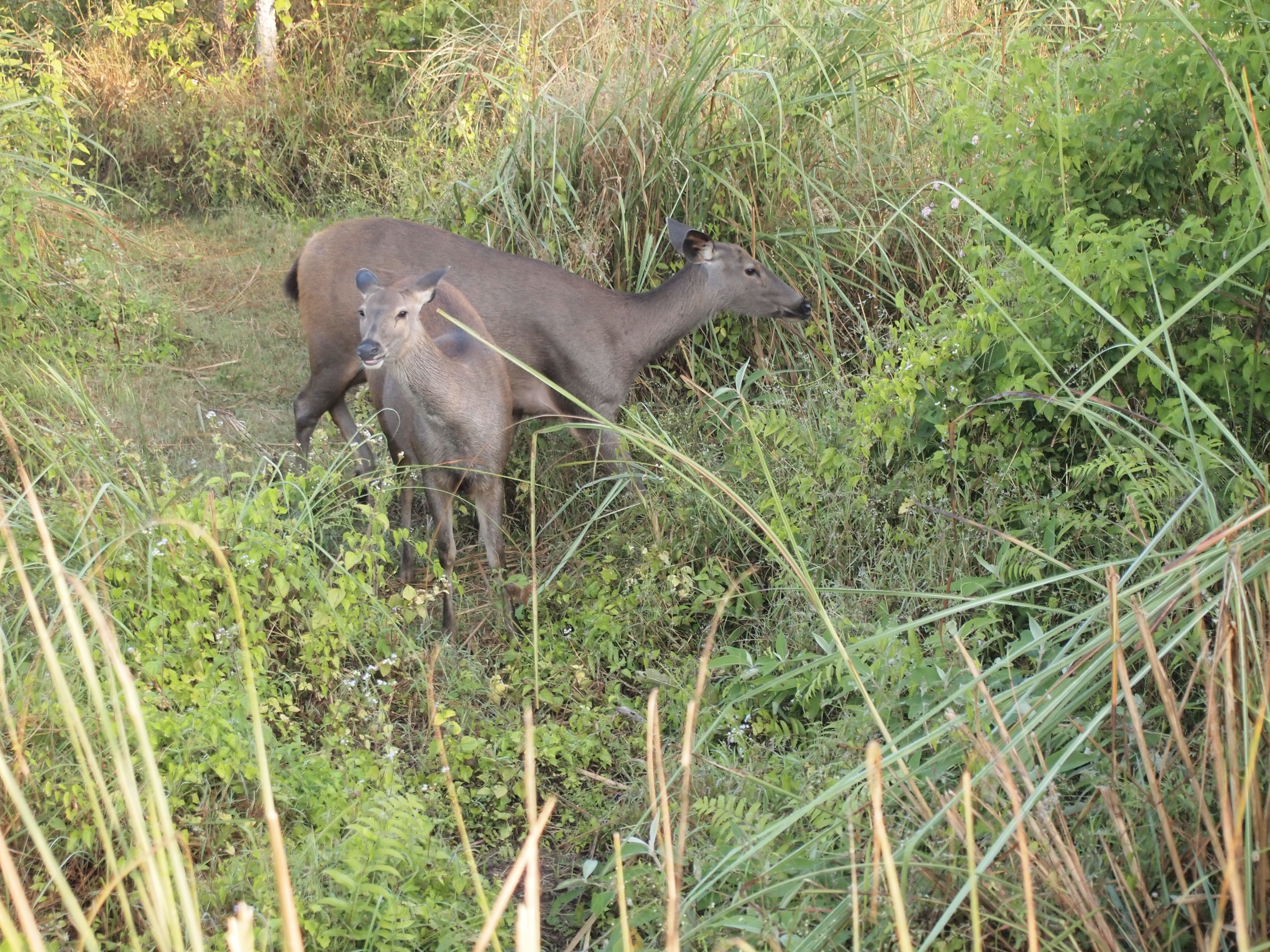
Sambarhirsche
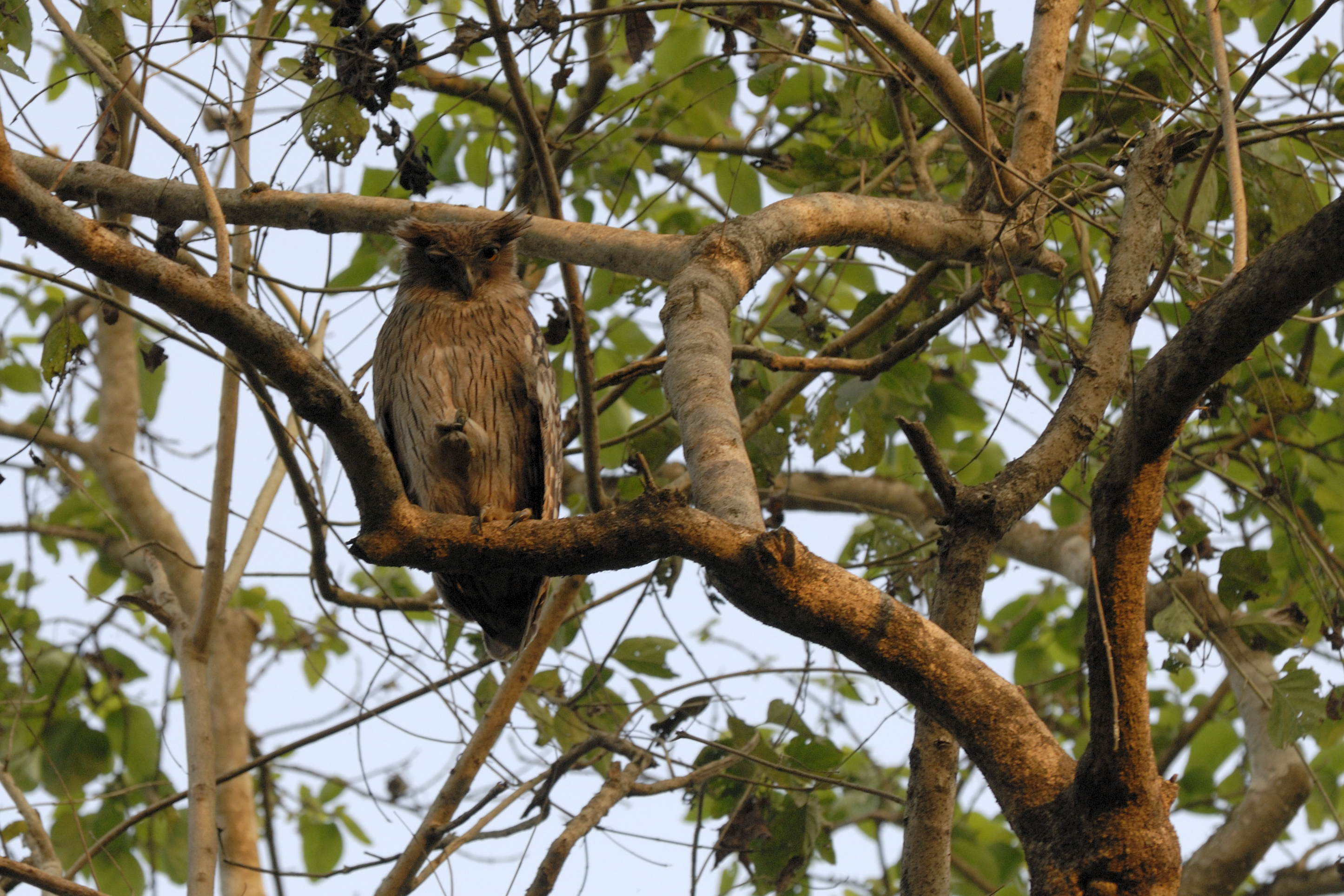
Fischuhu
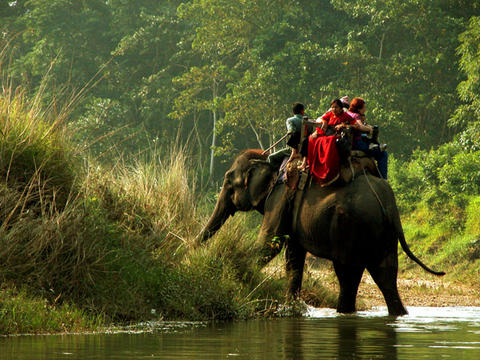
Safari mit Elefant
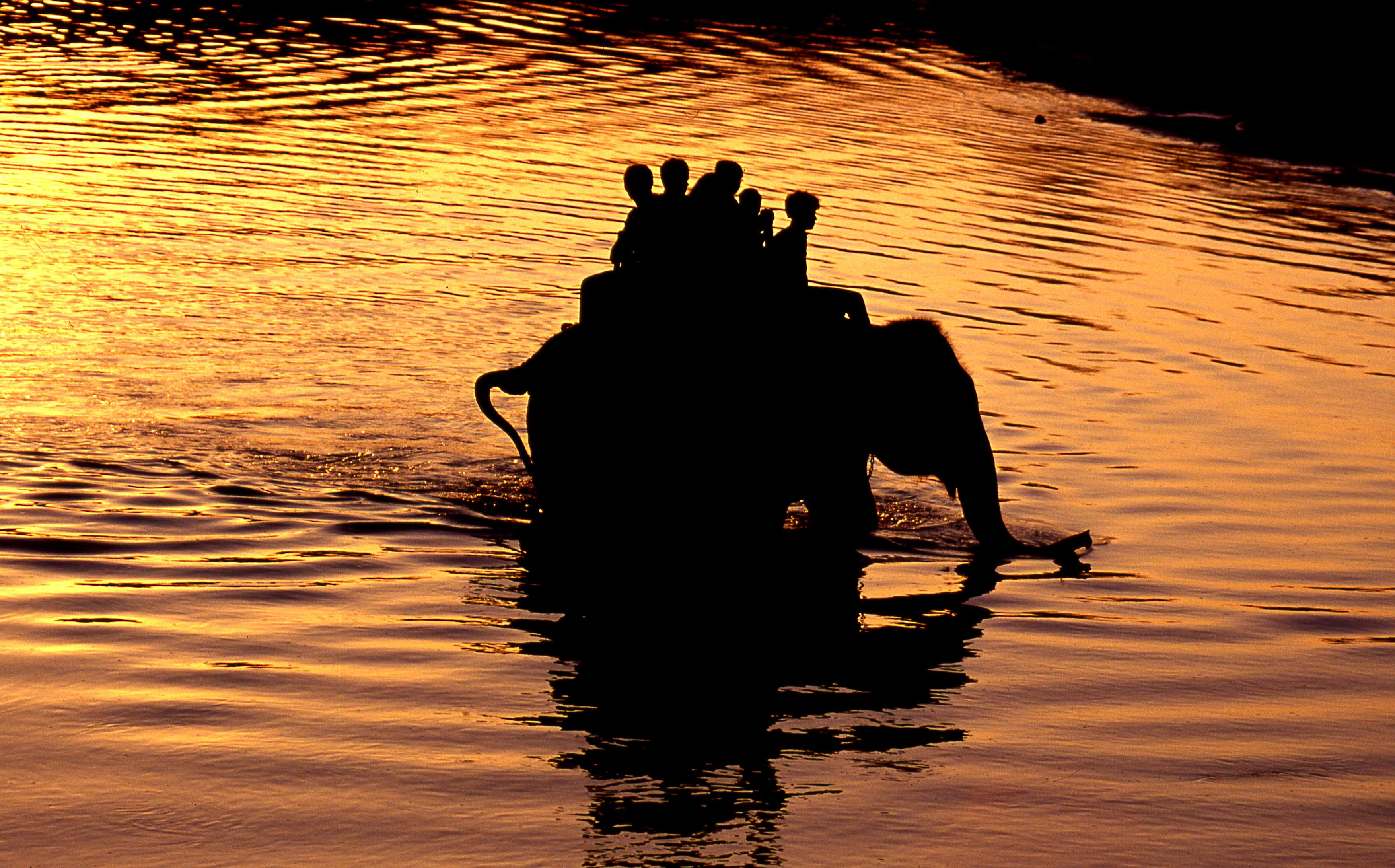
Safari mit Elefant
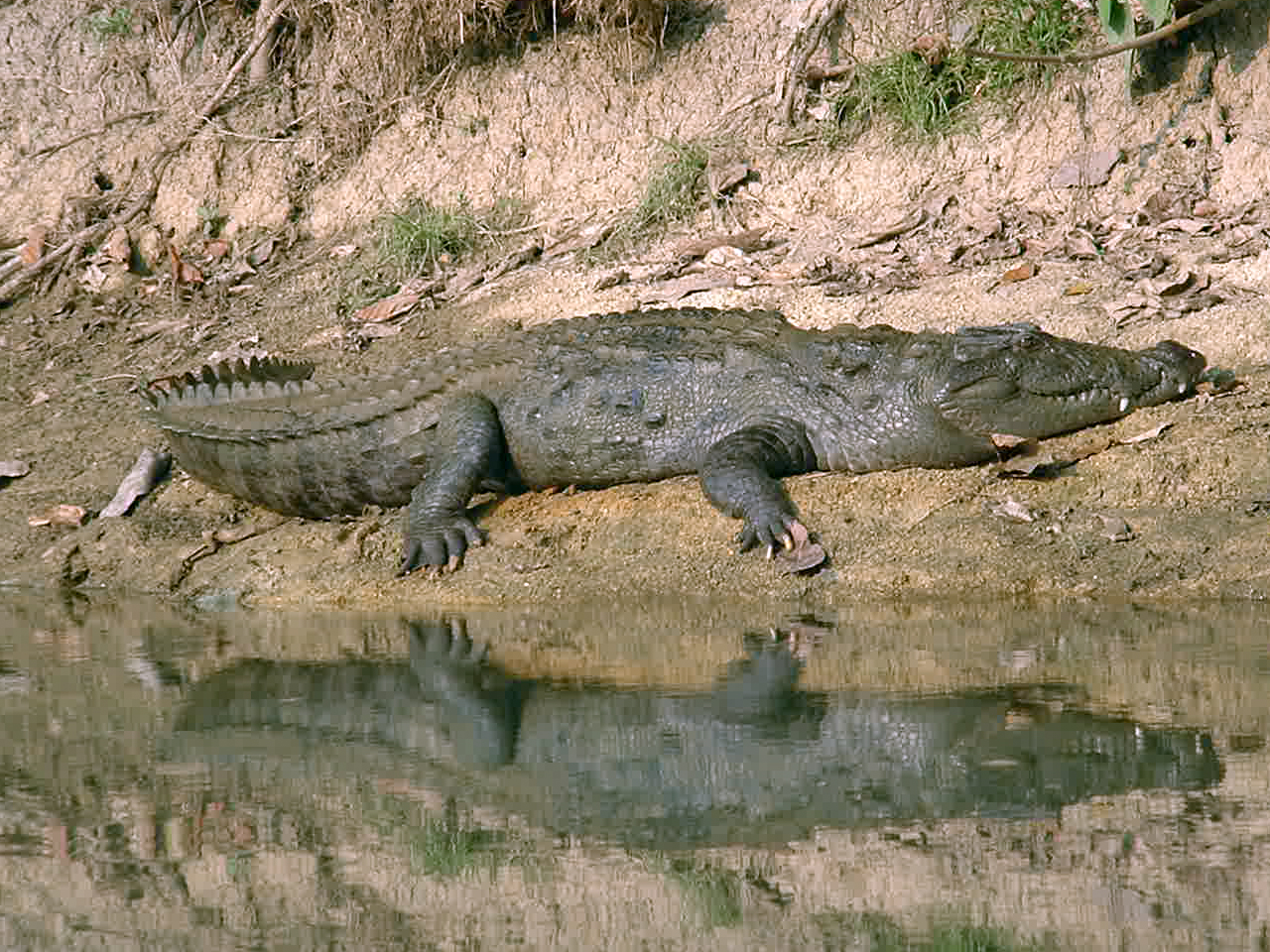
Sumpfkrokodil
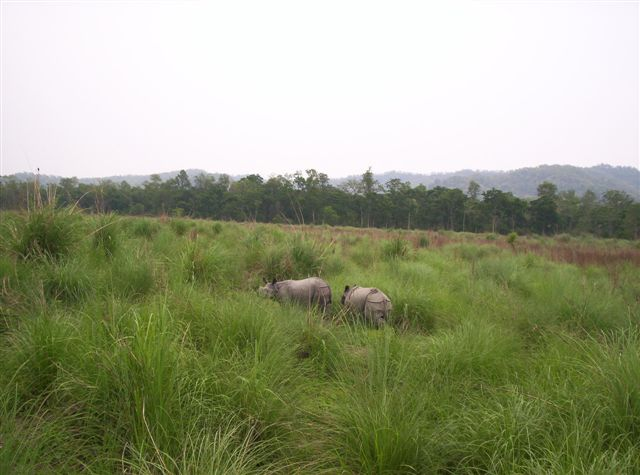
Panzernashörner in einem Hochgrasgebiet des Parks
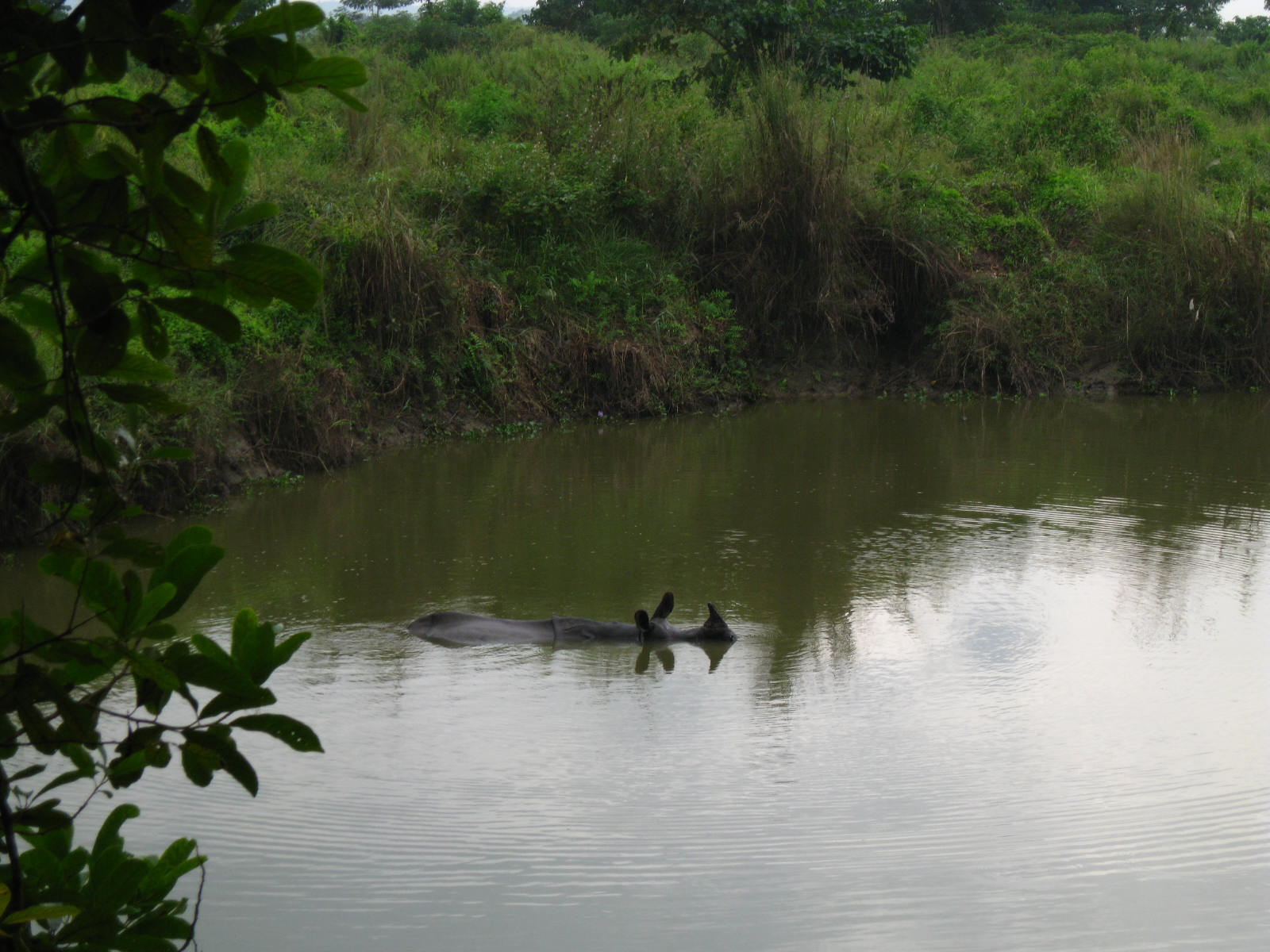
Panzernashorn im Wasser
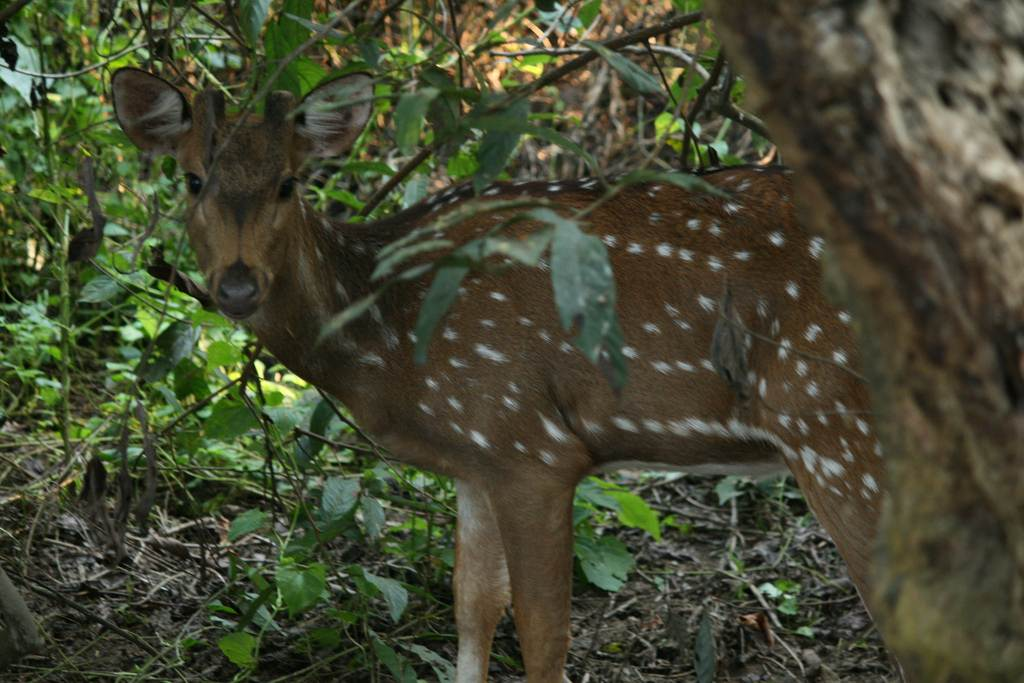
Axishirsch
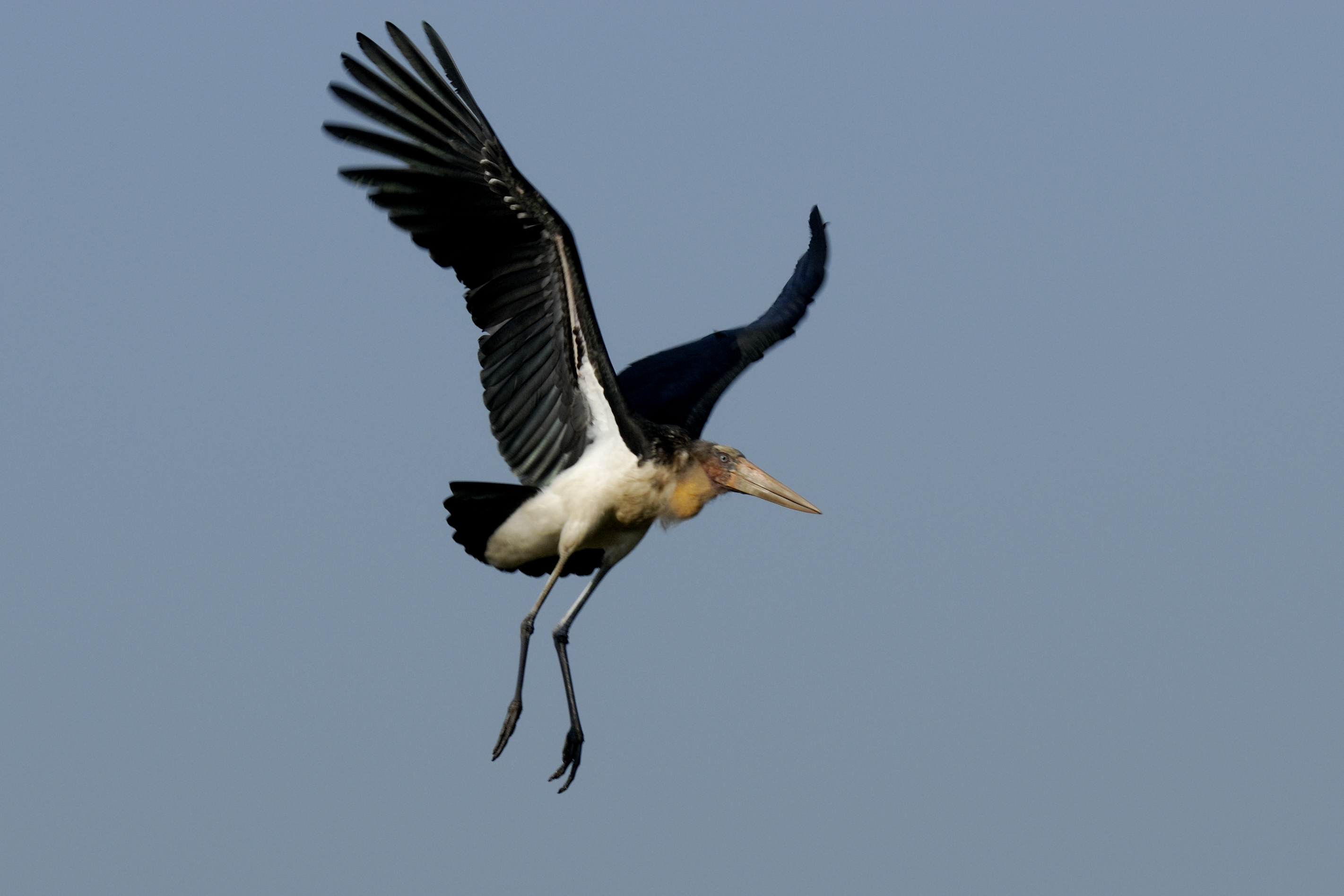
Sunda-Marabu
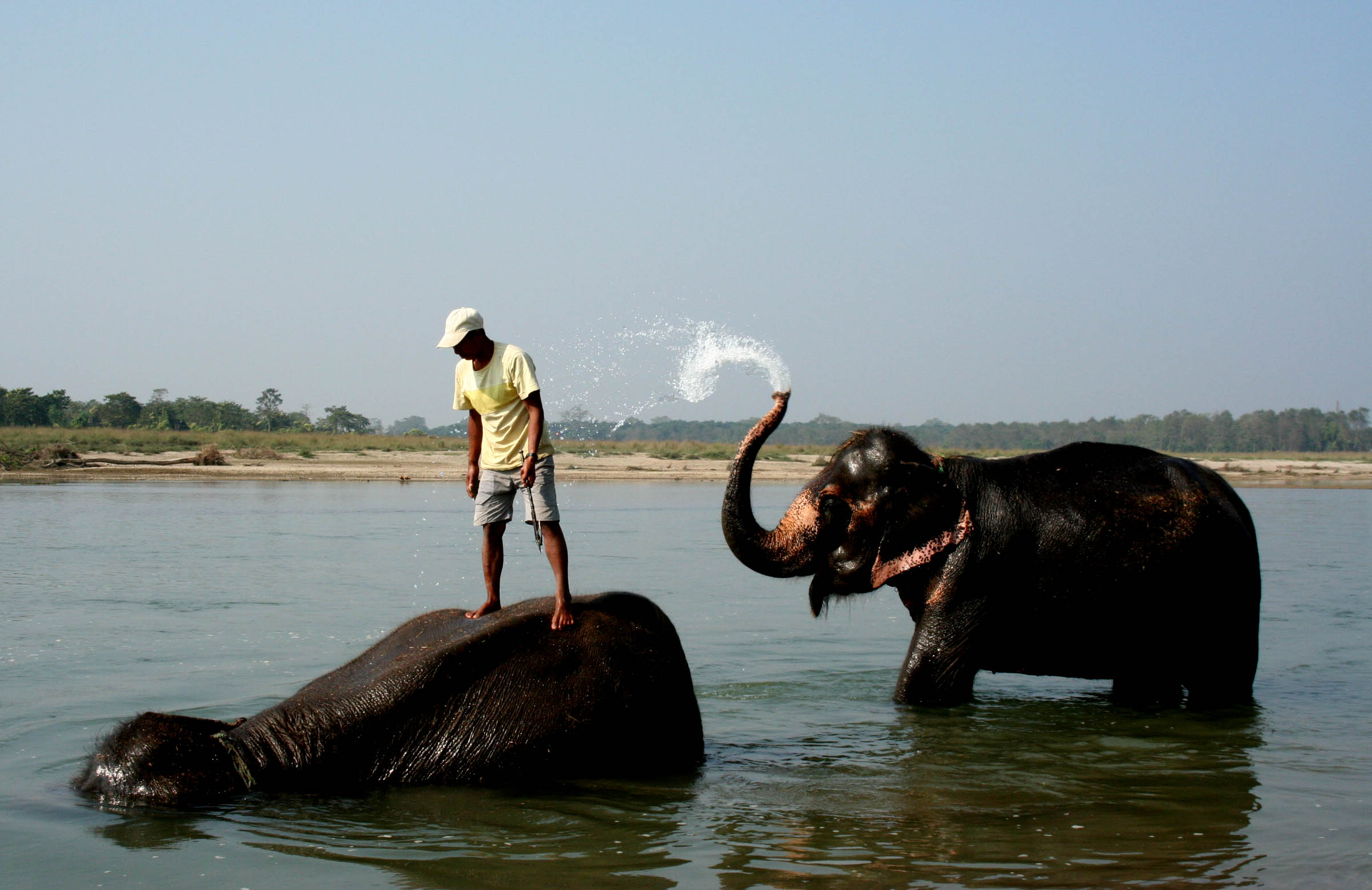
Elefanten baden im Fluss
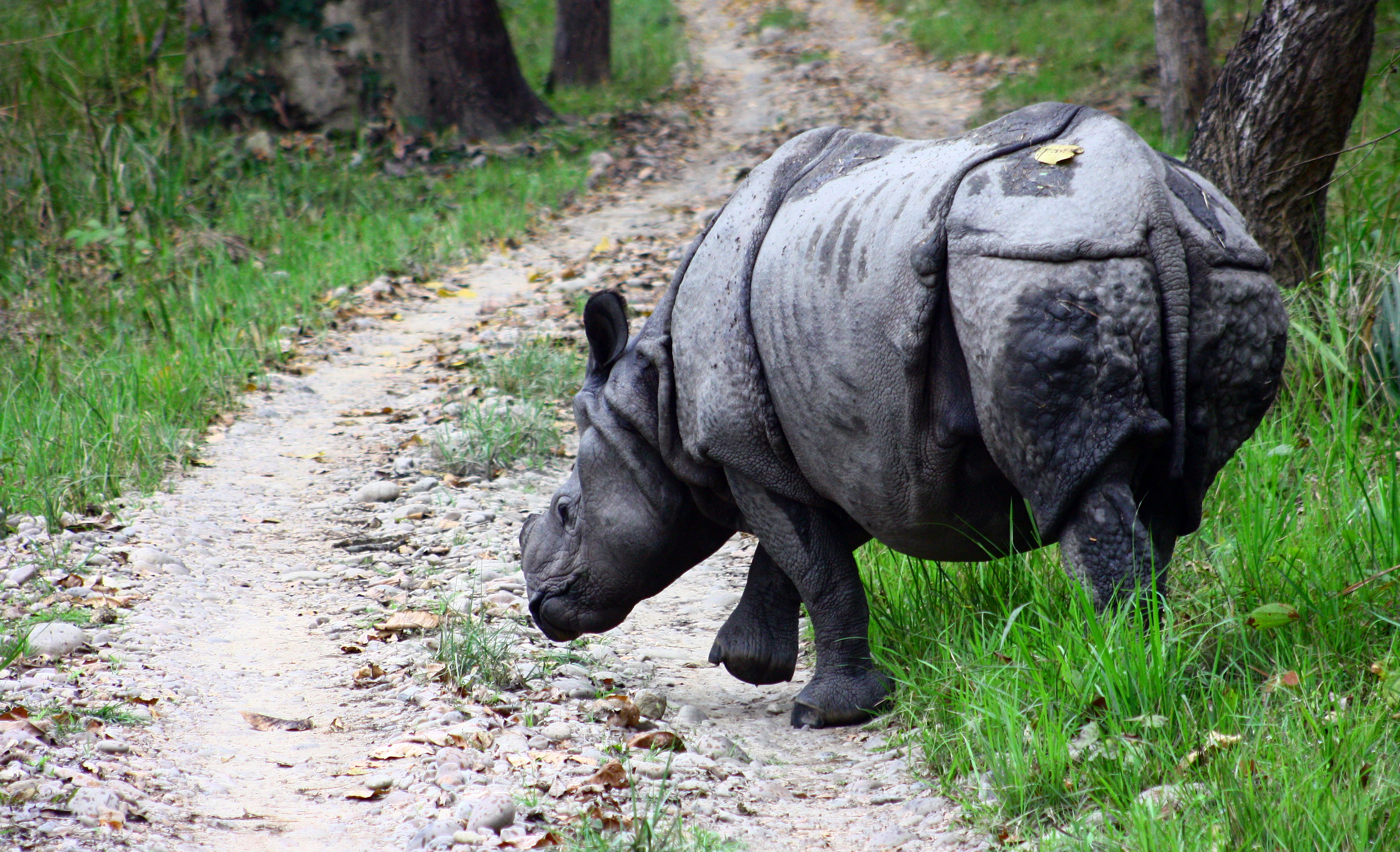
Panzernashorn